# Liga Nacional de Handebol Masculino de 2013
A Liga Nacional de Handebol Masculino de 2013 foi a 17ª edição desta competição organizada pela CBHb (Confederação Brasileira de Handebol). Sete equipes provenientes de sete estados brasileiros: São Paulo, Rio de Janeiro, Minas Gerais, Paraná e Santa Catarina.
O Handebol Taubaté conquistou pela primeira vez o título da competição ao derrotar na final a invicta ao vencer na decisão a ADC Metodista por 27 a 26. A final aconteceu no Ginásio Internacional Newton de Faria, em Anápolis, estado de Goiás. 

## Equipes participantes
| Equipe Nome fantasia                                       | Cidade Ginásio                            | Temporada 2012 |
| ---------------------------------------------------------- | ----------------------------------------- | -------------- |
| São Carlos Unicep/AHB/São Carlos                           | São Carlos Milton Olaio Filho             |                |
| Goytacaz FME Campos/Goytacaz                               | Campos dos Goytacazes Didi                |                |
| ADC Metodista Metodista/São Bernardo/Besni                 | São Bernardo do Campo Baetão              |                |
| AMH Maringá Unimed/UEM/Maringá                             | Maringá Chico Neto                        |                |
| AD Juiz de Fora ADJF/Juiz de Fora                          | Juiz de Fora UFJF                         |                |
| FME Balneário Camboriú ACEU/Univali/FME Balneário Camboriú | Balneário Camboriú Hamilton Linhares Cruz |                |
| EC Pinheiros                                               | São Paulo Henrique Villaboim              |                |
| Handebol Taubaté TCC/Unitau/Fecomerciários/Taubaté         | Taubaté CEMTE                             |                |

## Regulamento
A competição foi disputada em três fases: primeira fase (classificatória), semifinal e final. Sete equipes foram divididas em duas chaves, sendo que o primeiro turno os confrontos foram entre os times do mesmo grupo, e o segundo turno foi uma disputa entre participantes das duas chaves. Nesta etapa, os jogos aconteceram em cidades-sede. A semifinal e final também foi disputada em sede entre os dois melhores classificados de cada grupo.

## Disputa
O grupo A foi formado por Taubaté, Pinheiros, Maringá e AD Juiz de Fora, enquanto que o grupo B contou com as equipes da ADC Metodista, São Carlos, Balneário Camboriú e Goytacaz.
Na primeira fase, as equipes se enfrentaram em dois turnos. O primeiro foi entre equipes da própria chave, com jogos em cidades-sede. As partidas da chave A foram realizadas em Taubaté, interior de São Paulo, e do grupo B, em Balneário Camboriú, no estado de Santa Catarina.
No segundo turno os confrontos foram entre equipes das duas chaves, em jogos realizados em Balneário Camboriú. Na somatória final dos pontos, as equipes da Metodista, Pinheiros, Taubaté e Maringá garantiram classificação a fase semifinal e também asseguraram vaga para a edição 2014 da Liga Nacional de Handebol.
A fase semifinal e final aconteceu em Anápolis entre os dias 17 e 20 de dezembro. Taubaté derrotou o Pinheiros em dois jogos e garantiu vaga a inédita decisão, enquanto a Metodista chegou a sua 14ª final de Liga após superar, em dois confrontos, Maringá. Na decisão, o time taubateano derrotou a equipe de São Bernardo do Campo por 27 a 26.